# Vila Suíça
Vila Suíça é um bairro do município de Barra do Piraí. 
O nome do bairro é por causa das instalações da Fábrica de Fitas Suíça se localizar no mesmo, atualmente a fábrica está desativada.
Em janeiro de 2011, foi atingido por fortes chuvas.